# Ivor (Virginia)
Ivor is een plaats (town) in de Amerikaanse staat Virginia en valt bestuurlijk gezien onder Southampton County.

## Demografie
Bij de volkstelling in 2000 werd het aantal inwoners vastgesteld op 320.
In 2006 is het aantal inwoners door het United States Census Bureau geschat op 316, een daling van 4 (-1,3%).

## Geografie
Volgens het United States Census Bureau beslaat de plaats een oppervlakte van
2,8 km², geheel bestaande uit land. Ivor ligt op ongeveer 27 m boven zeeniveau.

## Plaatsen in de nabije omgeving
De onderstaande figuur toont nabijgelegen plaatsen in een straal van 28 km rond Ivor.